# Яковлев, Александр Гаврилович
Алекса́ндр Гаври́лович Я́ковлев (7 июня 1854, Санкт-Петербург — 1909, Сиам) — российский дипломат и общественный деятель, действительный статский советник, почётный член Императорского православного палестинского общества.

## Биография
Родился 7 июня 1854 года в Санкт-Петербурге.
В 1872—1873 годы обучался в Первом военном Павловском училище, окончил его 1 сентября 1873 года.
В 1873—1875 годы учился в учебном отделении восточных языков при Азиатском департаменте МИДа.

## Дипломатическая служба
С 1875 года служил на Востоке.
1 марта 1875 года определён на службу сверхштатным студентом миссии в Тегеране.
28 февраля 1877 года назначен сверхштатным студентом в посольстве в Константинополе.
В 1877—1878 годы, во время Русско-турецкой войны, служил 2-м секретарём Дипломатической канцелярии при Действующей армии.
В 1879—1881 годы служит секретарём Российского Императорского консульства в Иерусалиме.
В 1882 году назначен 3-м драгоманом Российского посольства в Константинополе.
В 1885 году назначен 2-м драгоманом Российского посольства в Константинополе.
В 1890 году, по просьбе секретаря Императорского православного палестинского общества, Василия Хитрово, организует копирование владельческих документов на русские участки в Святой Земле для последующего оформления Российских владений в султанской канцелярии. Впоследствии работа А. Г. Яковлева составила чётко организованную опись российских недвижимостей в Святой Земле. В описи фигурировали 44 земельных участка, к которым постоянно прибавлялись дополнения и к 1903 году, новейший каталог насчитывал 73 объекта русской собственности. А. Г. Яковлев защищал интересы России от стремлений других государств и конфессий ущемить интересы России и православия на Святой Земле.
Летом 1894 года А.Г. Яковлев, тогда ещё второй драгоман посольства в Константинополе, был направлен в Иерусалим со специальной целью — исследовать и упорядочить владельческую документацию по всем недвижимостям покойного о. Антонина (Капустина). В период с мая 1894 по июнь 1895 года в ходе затянувшейся иерусалимской командировки выполнил работу не только по документации наследия о. Антонина, но и по инвентаризации всех земельных участков Русской Палестины, доныне остающейся образцом историко-юридического исследования. В своём письме он сообщает в Константинополь подробные сведения о состоянии и доходности земельных участков, вошедших в состав вакуфа (в мусульманском праве религиозная или благотворительная недвижимость). По обычной своей манере, А. Г. Яковлев сводит результаты своего анализа в таблицу. Доклады А. Г. Яковлева и сегодня остаются наиболее надёжным и информативным источником по истории вакуфной и невакуфной собственности о. Антонина в Святой Земле. Опись подвела впечатляющий итог русского присутствия в Палестине к концу XIX века.
С 1896 года назначен Управляющим Российским Императорским генконсульством в Иерусалиме.
27 ноября 1897 года назначен Российским Генеральным консулом в Иерусалиме. Назначенный в 1897 г. генконсулом в Иерусалим, А.Г.Яковлев проявил себя как заботливый хозяин, входивший не только в вопросы землевладения, но и внутренней духовной жизни Русской Палестины. Ему принадлежит черновой проект “Правил”, то есть упрощенного устава, для монахинь Горненской обители. Ранее, в 1894 г., им составлен также первый поимённый список насельниц Русской женской общины в Горнем – будущего Горненского монастыря. Генконсула А.Г.Яковлева занимали не только вопросы русского землевладения, но и попытки других государств и конфессий ущемить интересы России и Православия. В справке об участке на Сионской горе, подаренном в 1898 г. султанским правительством кайзеру Вильгельму, Яковлев разделяет опасения Иерусалимской Патриархии относительно католического засилья в этом районе города.
С 1907 года назначен чрезвычайным посланником и полномочным министром Императорской России в Сиаме, где занимал этот пост до смерти в 1909 году.
Скончался в Сиаме в 1909 году. До сих пор нет данных о месте захоронения Александра Гавриловича.